# Емануеле Бераудо ді Пралормо
Емануеле Бераудо ді Пралормо (італ. Emanuele Beraudo di Pralormo, 13 липня 1887 — 11 жовтня 1960) — італійський вершник.
Бронзовий призер Олімпійських Ігор 1924 року в командному триборстві.